# Raionul Vradiivka, Mîkolaiiv
Vradiivka (în ucraineană Врадіївський район, transliterat: Vradiivskîi raion) este un raion în regiunea Mîkolaiiv, Ucraina. Reședința sa este așezarea de tip urban Vradiivka.

## Demografie
Componența lingvistică a raionului Vradiivka
     Ucraineană (96%)
     Rusă (1,82%)
     Română (1,63%)
     Alte limbi (0,07%)
Conform recensământului din 2001, majoritatea populației raionului Vradiivka era vorbitoare de ucraineană (96%), existând în minoritate și vorbitori de rusă (1,82%) și română (1,63%).